# 鉱滓ダム

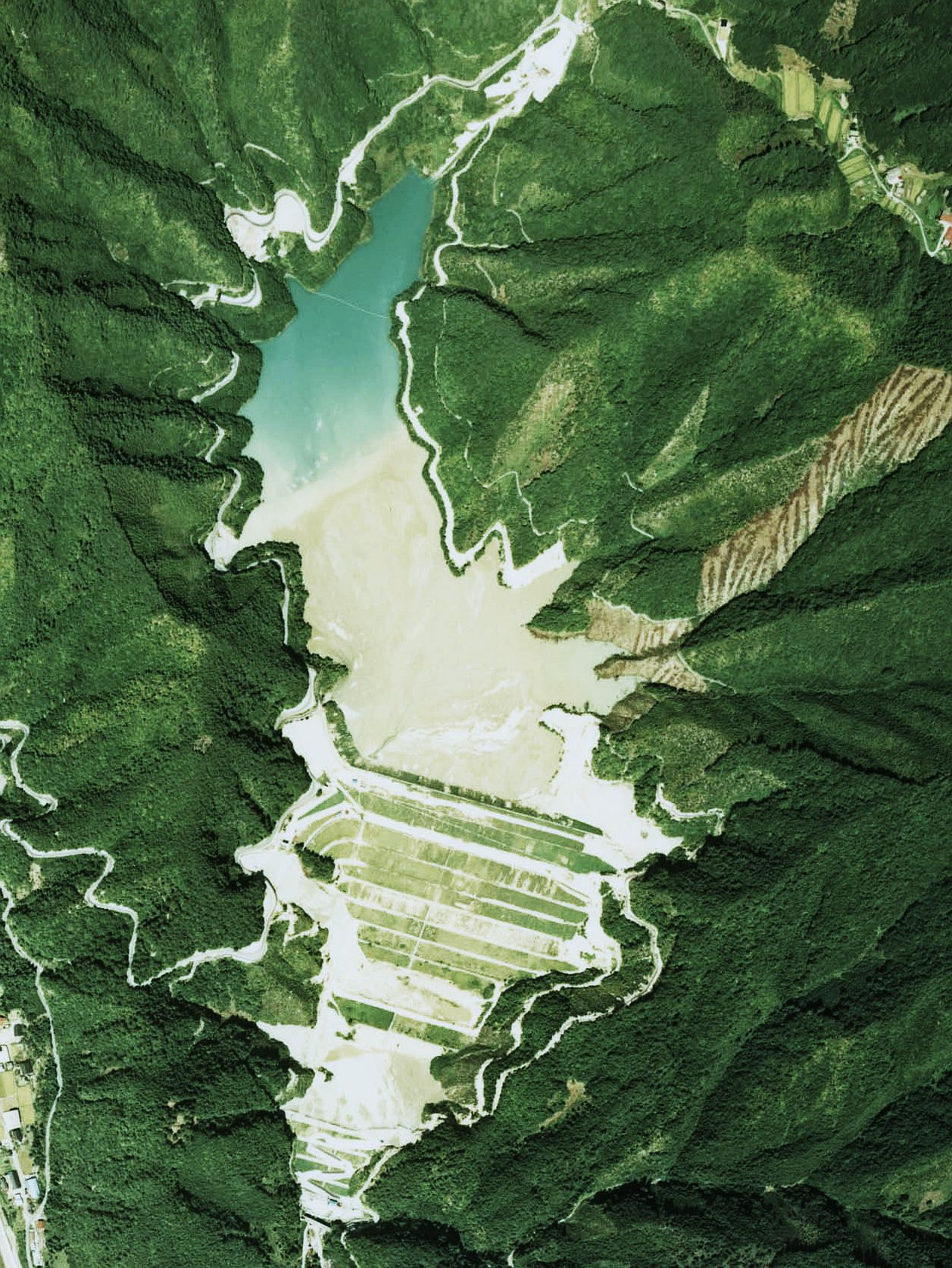
岐阜県飛騨市、神岡鉱山にある鉱滓ダム（神岡鉱業所・和佐保堆積場）

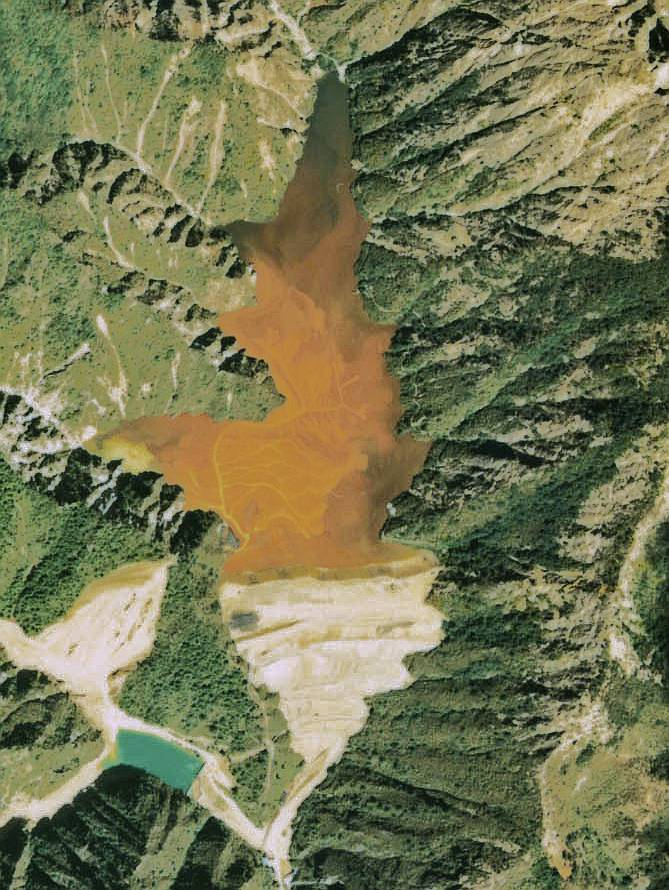
栃木県日光市、足尾銅山にある鉱滓ダム（古河機械金属・簀子橋堆積場）

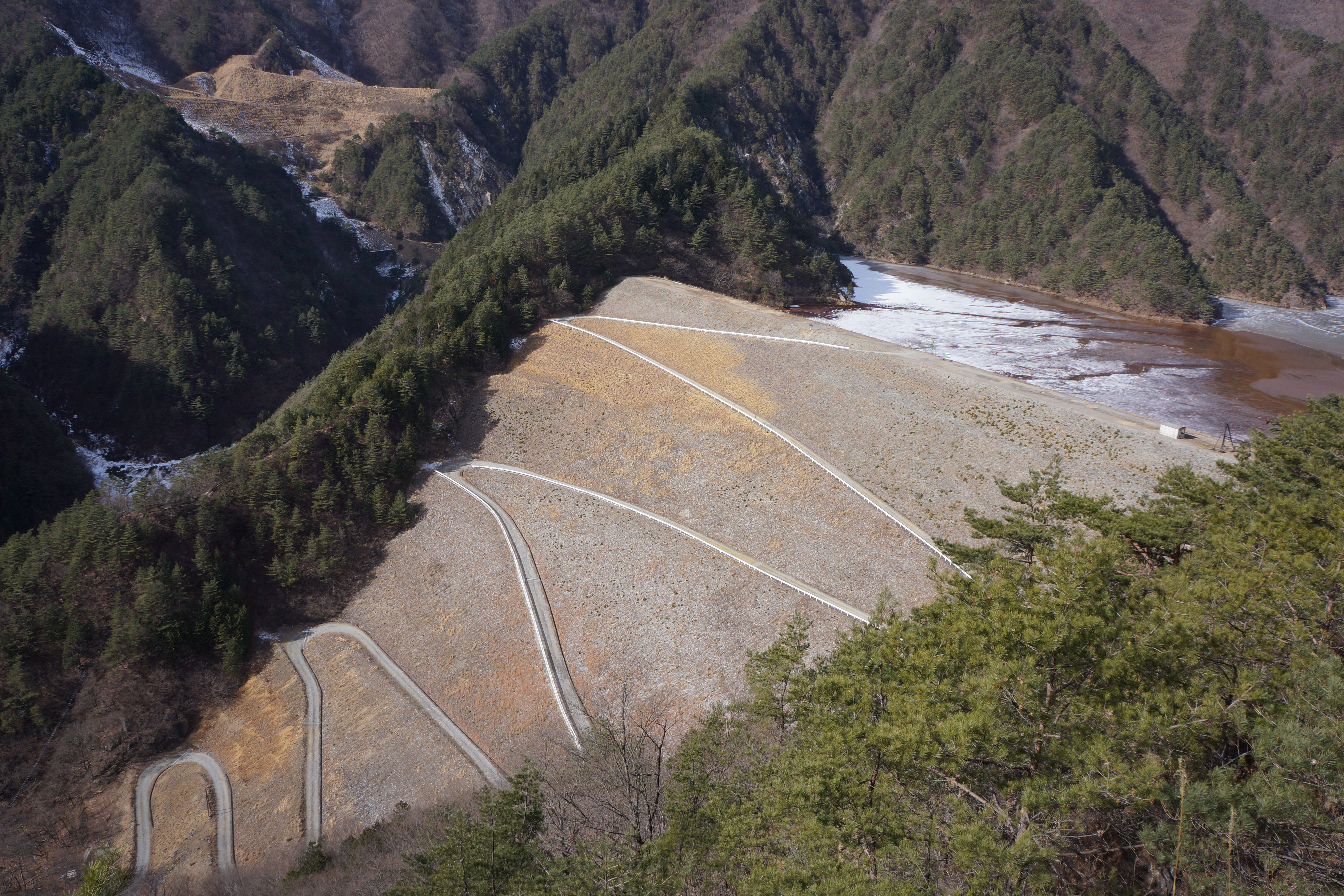
簀子橋堆積場近影（2017年12月撮影）

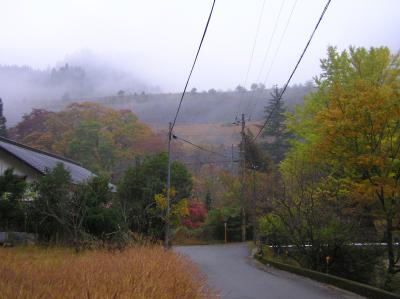
兵庫県朝来市、明延鉱山神子畑選鉱場の間歩谷ダム

鉱滓ダム（こうさいダム、英語: tailings dam）とは、鉱山の選鉱・製錬工程で発生するスラグ（鉱滓）を水分と固形分とに分離し、その固形分を堆積させる施設である。鉱滓堆積場とも呼ばれる。

## 位置付け
「ダム」という名があるように、広義のダムには含まれるものの、水を貯え、それを利用することを目的としていない。このため日本では、通常は河川法の定める狭義のダムには含めない。立地はもっぱら鉱山近くの谷が利用され、構造は砂防堰堤に似ているものや、アースダムに準じて捨石（ズリ）で築くものがある。後者の場合、支柱や基礎を設けていない場合が多く、またダムがスラグの固形分で満杯になった場合、台地状になった上に新しくダムを設けることがある。

## ダムの機能
浮遊選鉱や金の湿式製錬であるシアン化法によって発生する、重金属や、有害な化学物質を含む泥状のスラグ（スライム）を長時間貯蔵することによって、水分と重金属などを多く含む固形分が分離する。水分はダムの上に作られた水路から排水され、固形分は底に沈み堆積してゆく。排水は有害成分を含む事があるため、沈澱池などを経て河川に排出される事が多い。また、既存の水系の汚染やダムへの余分な水の流入を防ぐため、付近の河川は人工的に鉱滓ダムを迂回させる改修工事が行われる。

## ダムの管理
鉱滓ダムに堆積した固形物が満杯になり役目を終えると、漏水防止工事など行い埋め立てられ雨水など漏れ出たとき中和する施設を建設し緑化・植林など施され堆積場としてモニタリングされ管理される。しかし、閉山して長年の月日が経ち、特に鉱山を運営する企業が倒産などで消滅した場合には放置されてしまうことが多い。前述の様にダムの堆積物は脆弱な状態にあることが多く、地震や集中豪雨など自然災害によって崩壊し、土砂災害や土壌汚染を引き起こすケースもある。このため、閉山後の管理は休廃止鉱山の最終鉱業権者が、あるいは鉱山会社の破産などで最終鉱業権者が消滅している場合には国や地方自治体が鉱害防止支援事業を通じ防災にあたる。

## ダム決壊による被害
一定の基準で管理されている鉱滓ダムは、さまざまな安全対策を考慮した設計がなされているが、古い鉱滓ダムでは耐震設計（地震時慣性力、地震時動水圧など）が講じられていないものもあり、自重を支えきれない等の状況下で自壊するケースもある。

### 日本
1936年（昭和11年）11月20日（および修復中の同年12月22日）には秋田県の尾去沢鉱山において鉱滓ダムが決壊、374人の犠牲者を出している。また、1978年（昭和53年）の伊豆大島近海の地震で静岡県の持越鉱山の鉱滓ダムが決壊し、金の製錬で生じたシアン化合物を含む堆積物が流出して狩野川を汚染した。
その他に、宮城県気仙沼市の大谷鉱山の鉱滓ダムにおいて、2011年東北地方太平洋沖地震により液状化を起こし、その後、赤牛川にヒ素を含んだ汚泥土砂が流出した。さらに流出土砂は津波によって逆流し、土砂約4万m3が、引き潮の時に下流や漁港等の合計で5ヘクタールの土壌を汚染した。

### アメリカ合衆国
1979年、アメリカ合衆国のユナイテッド・ニュークリア社（現在のガルフ・ユナイテッド・ニュークリア社）が管理していたウラン鉱山の鉱滓ダムが決壊。ニューメキシコ州のナバホ族居留地を汚染した。また、流出したウランの鉱滓は、コロラド川の支流に沿って下流のアリゾナ州、ネバダ州へ移動し流域一帯を汚染した。

### カナダ
2014年8月4日、ブリティッシュ・コロンビア州のMount Polley銅・金鉱山の鉱滓ダム（Tailings Storage Facility）が決壊し、大量の鉱滓スラリー等が隣接する湖や川に流れ込んだ 。

### ルーマニア
2000年、ルーマニアのバヤ・マレ鉱山の鉱滓ダムが崩壊、シアン化物や重金属を含む大量の土砂がティサ川へ流出した。ティサ川はドナウ川の支流であり、下流のハンガリーまでもが上水道用水の取水制限を行うなど、流域250万人の生活に影響を与えた。

### ハンガリー
2010年、ハンガリーのアルミニウム精錬工場の工業廃液を貯蔵していた鉱滓ダムが決壊し、推計69万7000キロリットルの廃液が流出した。窒息や強アルカリ性の廃液に触れた事による化学熱傷等によって多数の死傷者が出た。流出した鉱滓は周辺の土壌を強アルカリと重金属で汚染し、先述のルーマニアの時と同様ドナウ川の支流に廃液が流れ込んだため、下流域に環境被害が発生した。

### ブラジル
2015年11月5日、ミナスジェライス州マリアナのサマルコ社（BHPとヴァーレの合弁企業）の鉱滓ダムが決壊。死者17人。2016年11月に裁判により総額50億＄の補償で合意した。2017年までに親会社の幹部ら21人が殺人、洪水、建物の倒壊を引き起こした容疑また環境破壊の容疑で告発された。
2019年1月25日、ミナスジェライス州ブルマジーニョにあるヴァーレ社の鉱滓ダムが決壊（ブルマジーニョ尾鉱ダム決壊事故）。同年1月31日時点の死者の数は110人、行方不明者238人となった。ヴァーレ社が関与するダムの決壊は、2015年に続き2回目。